# Парнас (исторический район)
Парна́с — исторический район на севере Санкт-Петербурга.
Местность получила название по насыпанному здесь холму Парнас с видовой дорожкой и площадкой наверху с видом на Шуваловский парк.

## Современность
С 2009 года ведётся строительство одного из крупнейших в городе жилых комплексов «Северная долина». В 2024 году вводятся последние жилые дома этого комплекса — 21-й квартал. 22-й квартал, который должен был стать последним жилым кварталом, предполагается пустить под общественную застройку.

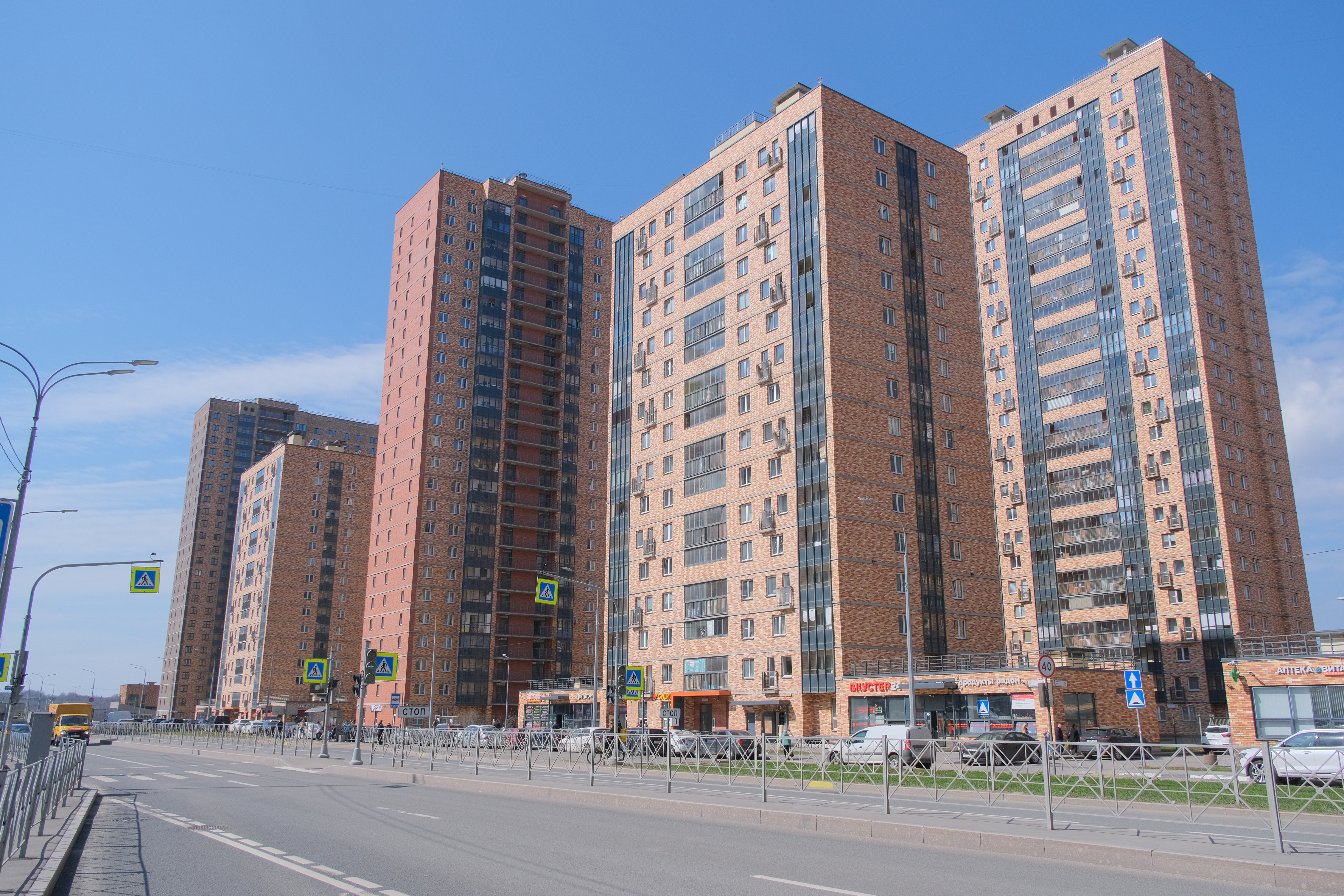
«Северная долина», 21 квартал, Заречная улица

## Топонимия
По району Парнас названы:
- Парнасная улица в Парголово.
- МО «Парнас» (переименован в МО «Сергиевское» в 2017 г.)
- Станция метро «Парнас» (рабочее название — «Парнасская»).
- «Парнас» — станция Окружной ветки Октябрьской железной дороги.
- «Парнас» — междугородная автобусная станция.
- Парнасский путепровод.